# Sidó
|  | Per a altres significats, vegeu «Sidó (desambiguació)». |

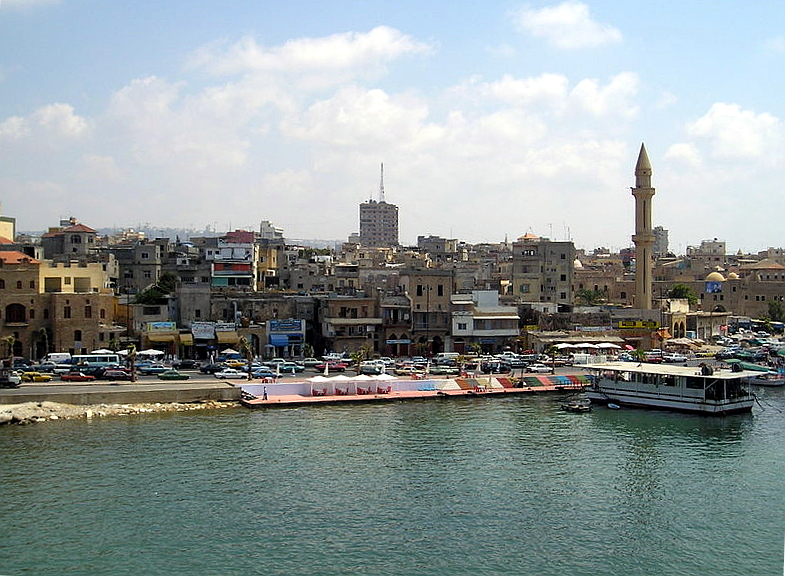
Vista de la ciutat de Sidó

Sidó, la moderna Saïda (àrab: صيدا, Ṣaydā; fenici: 𐤑𐤃𐤍, Ṣīdūn; grec antic: Σιδών, Sidṓn; llatí: Sidon; hebreu: צידון, Ṣīḏōn‎; siríac: ܨܝܕܘܢ, Ṣidon; turc: Sayda; francès: Saïda), és la tercera ciutat del Líban, a la costa de la mar Mediterrània, a uns 40 km al nord de Tir i altres 40 km al sud de Beirut. Es capital de la Governació del Líban-Sud. El nom correspon al modern nom àrab de 'pesca'. L'antiga Sidó fou una ciutat de Fenícia a la qual la Bíblia descriu com la terra de Canaan; al segon mil·lenni, era poblada per cananeus i era considerada l'establiment més al nord dels cananeus (i Gaza, el més al sud). El seu nom, segons Flavi Josep i d'altres, derivaria de Sidó, fill de Canaan (Gènesi, 10.15) fill de Noè.

## Història

### Sidó fenícia
Vegeu també: Temple d'Eshmun.
Sidó va estar governada per reis, que foren temporalment vassalls d'Egipte. Vers el segle x aC, depenia de Tir però en alguns moments apareixen sobirans locals. Va passar a Pèrsia el 539 aC, conservant els seus reis, un dels quals, Tabnit II es va revoltar el 358 aC, però fou derrotat; el 332 aC, es va sotmetre a Alexandre el Gran que va nomenar Abdalònim, el jardiner, com a rei de Tir i Sidó. Després d'Alexandre, va obeir Antígon i després fou disputada per selèucides i ptolemeus.

### Sidó romana, romana d'Orient
El 66 aC, va quedar sota sobirania romana i va romandre en mans de romans i romans d'Orient fins al 637.

### Sidó (Sayda) musulmana i Sagitta croada
El 637, fou ocupada pels àrabs manats per Yazid ibn Abi Sufyan, i fou després el port de Damasc. Assetjada el 1107, se'n va lliurar segons uns pagant una forta suma i, segons d'altres, mercès a l'ajut arribat al darrer moment des de Damasc, però finalment fou ocupada pels croats el 4 de desembre del 1110, després d'un setge que havia començat el 19 d'octubre. Entre 1124 i 1244, va pertànyer al Regne de Jerusalem i fou una senyoria que portava el nom llatí de Sagitta o Sagette o Sayette, deformació de l'àrab Sayda. Després, va dependre dels comtes de Trípoli fins al 1187, quan la va ocupar Saladí i va destruir-ne les fortificacions. El 1228, va ser recuperada pels croats, que van restaurar les fortificacions. El 1249, els musulmans la van recuperar, però el 1253 hi va entrar sant Lluís de França, que la va fortificar novament. El 1260, va ser devastada pels mongols i, tot seguit, la van ocupar els cavallers templaris, fins que el 1291 va passar al mamelucs d'Egipte.

### Sidó otomana
Fou possessió otomana després del 1516. L'emir drus Fakhr al-Din (1595-1634) la va afavorir i hi va construir un khan. El 1792, el governador otomà Ahmad Djazzar Paixà va expulsar-ne els mercaders francesos. El 1840, va ser bombardejada pels anglesos i austríacs. Els francesos van arribar al país el 1919 i va formar part del territori del Gran Líban establert com a mandat el 1920.

### Independència
La població volia la seva unió a Síria, però les negociacions del 1936 va establir-hi definitivament un estat separat. Sota el primer ministre Riyad al-Sulh (assassinat el 1951), va tenir una participació destacada en la vida nacional; el 1943, el Gran Líban va esdevenir República del Líban. El 1946, tenia 15.000 habitants (5.000 al segle xviii, però ja havia arribat als 15.000 vers 1914), però van augmentar per l'arribada de refugiats palestins el 1948. El 1958, Saïda va participar en la revolta contra el president Camille Chamoun. El 1980, va arribar a 117.000 habitants, dels quals el 80% eren musulmans sunnites. Des del 1970, la població civil va patir atacs aeris israelians i bombardejos navals per culminar amb la invasió per terra el 1982; el 1985, els israelians es van haver de retirar deixant al càrrec les Forces Libaneses, milícies de la dreta cristiana, que va bombardejar el camp de refugiats palestins d'Ayn al-Halwa (Aïn el-Héloué) durant un mes, fins que finalment foren obligats a abandonar la ciutat. Els palestins van dominar la ciutat fins al juny del 1991, quan l'Exèrcit Libanès va agafar-ne el relleu. Les milícies sunnites hi van esdevenir la principal força i el cap sunnita local, el milionari Rafik Hariri, va esdevenir primer ministre l'octubre del 1992 (fins al 1998 i altre cop del 2000 al 2004), i fou assassinat el 2005.

## Governants
- Dinastia Zimrida, segle xviii aC
- Zimr-Hadda (Zimrida II), segle xiv aC
- Iab-nilu, segle xiv aC
- Ethbaal (Etzel-Baal) 940-908
- Zinrida III vers 840 aC
- Tubaal, vers 740 aC
- Luli (Elulaios de Tir 729-694 aC ?) vers 705 aC
- Abd Melkarth, segle vii aC
- Abdimilkutte (Abd Melkarth ?), segle vii aC (vers 685-677 aC)
- Eshmunazzar I
- Tabnit I, segle v aC
- Amastoreth (Anysus) vers 480 aC
- Eshmunazzar II
- Tetramnestus
- Ba'al Sillem II 407-374
- Bodastart I Strato 374-362
- Tabnit II (Tennes)362-358
- Rebel·lio i destrucció pels perses 358 aC; reconstruïda vers 350 aC
- Bodastart II
- Yaton Melik
- Abdiashirta abans del 332 aC
- Abdalonim (de Sidó i Tir) 332- ?
- Philoclos vers 312-310
- República vers 112-68
- A Roma 68 aC i després l'Imperi Romà d'Orient (ocupació persa del 612 al 628)
- Al Califat 637
- A Egipte 868
- Als seljúcides 1071
- Al Regne de Jerusalem 1124-1244
- Senyoria de Sagette
  - Eustaqui I Grenier 1110-1124
  - Eustaqui II 1124-1131
  - Gerard 1131-1164
  - Vacant (al rei de Jersusalem) 1164-1171
  - Reinald Bofor 1171-1187
- A Egipte 1187
- Al Regne de Jerusalem 1229
  - Balian I d'Ibelin, senyor de Sidó, Beirut i Nablus 1229-1247
- A Trípoli 1244-1247
  - Julià Grenier 1247-1260
- Balian II 1260-1291
- Eustaqui III ? 1291-1292
- A Egipte 1292
- Als otomans 1516 
  - emirs del Líban a Trípoli 1660-1772
  - governadors de Saida (Sidó) i Acre (Akko)
  - Umar az-Zahir ibn Umar az-Zaydani 1772-1775
  - Ahmad Pasha el Botxí 1775-1804
  - Suleyman Pasha 1804–1809
  - Ismail 1809–1820
  - Abdullah Pasha 1820-1831
- A Egipte 1831-1840 
  - Mehmed Izzet Pasha 1840-1841
- A Turquia 1841
  - Selim Pasha 1841
  - Mustapha Pasha 1842
  - Selim Pasha (segona vegada) 1842
  - Umar Pasha (Mihaylo Lattas) 1842
  - Asad Pasha 1843-1845
  - Vechihi Pasha 1845–1846
  - Kiamil Pasha 1846-1849
  - Femiq Pasha 1849-1852
  - Mehmed Pasha 1852–1853
  - Femiq Pasha (segona vegada) 1853–1854
  - Mahmud Pasha 1855-1856
  - Femiq Pasha (tercera vegada) 1856-1857
  - Kurshid Pasha 1857–1860
  - Fuad Pasha 1860-1861 
    - Charles de Beaufort d'Hautpoul (ocupació francesa) 1860-1861

  - Kaysarli Ahmad Pasha 1861–1863
  - Mehmed Kabuli Pasha 1863-1864
  - Mehmed Kurshid Pasha 1864– 1865
    - al vilaiat de Beirut 1865